# Abraham Ris

Abraham Ris

Abraham Ris (auch: Abraham Ries; * ca. 1763 in Nieder-Hagenthal, Elsass; † 19. April 1834 in Endingen AG) war ein Schweizer Rabbiner.

## Leben
Ab 1793 war Abraham Ris Rabbiner in Mühringen, von 1797 bis 1813 war er Landesrabbiner für den Schwarzwaldkreis des Deutschen Ordens mit Sitz zeitweise in Mühringen, zeitweise in Nordstetten (Nordstetten 1803–1806).
1812 erhielt er eine Anstellung als Oberlehrer und Rabbinatsgehilfe in Endingen und wurde dann 1813 Rabbiner im Surbtal mit Zuständigkeit für Endingen und Lengnau, eine Tätigkeit, die er bis zu seinem Lebensende ausübte. Seit 1819 war er Hauptrabbiner in Endingen.
Abraham Ris war Sohn des Raphael Ris. Abrahams Großvater hieß ebenfalls Abraham Ris.
Im Jahr 2000 widmete das Jüdische Museum der Schweiz der Familie Ris eine Sonderausstellung: Die Rabbiner Ris. Eine Familie in der Region.  